# سنت مارکس (فلوریدا)
سنت مارکس (به انگلیسی: St. Marks) شهری در شهرستان واکولا ایالت فلوریدا است که در سال ۱۹۶۳ بنیان‌گذاری شده‌است. این شهر طبق سرشماری سال ۲۰۱۰ میلادی، ۲۹۳ نفر جمعیت داشته و مساحت آن نیز ۵٫۰ کیلومتر مربع است.